# دوور (ورمانت)
دوور (به انگلیسی: Dover) یک منطقهٔ مسکونی در ایالات متحده آمریکا است که در شهرستان ویندهام، ورمانت واقع شده‌است. دوور ۹۱٫۴ کیلومتر مربع مساحت و ۱٬۷۹۸ نفر جمعیت دارد و ۶۰۳ متر بالاتر از سطح دریا واقع شده‌است.